# Andrés Andrade
Andrés Felipe Andrade Torres (Cali, Colombia; 23 de febrero de 1989) es un futbolista colombiano, juega de centrocampista y actualmente se encuentra en el Atlético Bucaramanga de la Categoría Primera A de Colombia, su padre era el futbolista Adolfo Andrade

## Trayectoria

### Inicios
Nacido en Cali, Colombia. Realizó toda su formación deportiva en el Deportivo Cali, al ver que no se le daban las cosas para debutar decide ir al fútbol Uruguayo específicamente al Nacional de Montevideo equipo con el que estuvo un par de meses pero sin jugar ya que el 'Azucarero' nunca envió la transferencia.

### América de Cali
Debutó profesionalmente con el América de Cali por la Copa Colombia 2009 ya por  Liga lo haría el 15 de agosto de 2009 en la derrota por la mínima como locales frente al Real Cartagena. El 26 de septiembre marca su primer gol como profesional en la derrota 1-2 contra el Independiente Medellín. El 14 de noviembre marca en la goleada 4 a 0 sobre el Boyacá Chicó en lo que sería su último partido con el club escarlata.

### Atlético Huila
Luego hizo parte del Atlético Huila en 2011, donde debuta el 18 de febrero en la derrota 3 a 1 contra el Deportes Tolima. El 28 de agosto marca su primer gol dándole la victoria su equipo 2 a 1 sobre Millonarios. El 27 de noviembre marca el gol de la victoria 2 a 1 como visitantes sobre el Deportivo Cali donde se despediría del club.

### Deportes Tolima
Después llegó al equipo Deportes Tolima para el 2012, debuta el 5 de febrero en la victoria 2 a 1 sobre Santa Fe. Su primer gol lo hace el 14 de abril en el empate a un gol en su visita a Millonarios. El 31 de enero de 2013 debuta en la Copa Libertadores de América en el empate aun gol en su visita a Cerro Porteño de Paraguay. Su primer gol en el 2013 lo marca el 3 de febrero dándole la victoria su club por la mínima frente a Independiente Medellín. Su primer gol en la Copa Libertadores 2013 lo hace el 21 de febrero empatando aun gol contra Santa Fe en El Campin. El 24 de abril marca el gol de la victoria 2 por uno como visitantes ante Santa Fe. Se iría del club después de disputar 81 partidos y marca 14 goles entre ellos en Copa Libertadores.

### América de México
Llamó la atención del América, quien logró su contratación el 6 de julio para el Apertura 2013 de la Primera División de México. El 7 de agosto de 2013 debuta por la Liga de Campeones de la Concacaf en la victoria por la mínima como visitantes frente a Sporting San Miguelito. El 10 de agosto marca gol en el 4 a 2 como visitantes sobre el Atlante. En el partido de vuelta de la Liga de Campeones de la Concacaf marca gol en el 3 a 0 sobre Sporting San Miguelito.

### Jaguares de Chiapas
Después de un mal paso por las águilas, Andrés va a préstamo a Jaguares de Chiapas, donde portaría el dorsal 10. Debutaría el 20 de julio en empate aun gol contra el Atlas. El 20 de enero de 2015 marca su primer gol por la Copa México en la derrota 1-3 contra Alebrijes de Oaxaca.

### América de México
Después de un gran paso por el equipo chiapaneco, regresa al América dueño de su carta.
El 23 de agosto de 2015 haría doblete en la victoria de su equipo 3 a 1 al Veracruz por la fecha seis del Apertura 2015 siendo incluido en el once ideal de la fecha en el torneo mexicano. El 19 de marzo de 2016 marca el gol de la victoria 2 a 1 sobre León.

### León
El 8 de junio sería confirmada su venta definitiva al León. Debutaría el 16 de julio jugando 60 minutos en la derrota de su equipo 5 a 1 a manos del Pachuca. Su primer gol lo marca el 10 de septiembre en la goleada 4 a 1 sobre el Atlas. Vuelve a marca el 28 de febrero en la derrota 3 a 2 contra Monarcas Morelia por la Copa México.
Su primer gol de la temporada 2017 lo hace el 9 de agosto por la Copa México dándole la victoria su club 2 a 1 sobre los Veracruz.

### Atlas
En junio del 2018 se confirma como nuevo jugador del Atlas de Guadalajara de la Primera División de México. El 1 de septiembre marca su primer con el club en la derrota 3 por 1 en su visita al Tigres UANL marcando un gol eludiendo rivales.

### Atlético Nacional
Llegó a inicios del año 2020 después de su paso por el Atlas de Guadalajara. El 15 de enero debuta en un amistoso frente a Sociedade Esportiva Palmeiras. Un 19 de febrero marca su primer gol con la camiseta verdolaga enfrentando a Club Atlético Huracán Las HerasEl 24 de julio de 2021 marca el único gol de la victoria sobre Deportes Tolima, El 24 de noviembre de 2021 gana su primer título con la camiseta de Atlético Nacional que fue la Copa Colombia 2021 frente a Deportivo Pereira, el día 22 de junio del 2022 marca el tercer gol en la final de la Categoría Primera A frente al Deportes Tolima en el camino hacia la estrella 17 a pase de Sebastián Gómez Londoño.
El 4 de noviembre del 2022 dio a conocer mediante sus redes sociales que no va a renovar su vínculo con el club Verdolaga para lo que será la temporada 2023. Con la camiseta Verdolaga disputó 129 partidos, marcó 23 goles y sumó 27 asistencias.

### Alianza Lima
En el 2023 fichó como Agente Libre con el Alianza Lima en el cual disputó 16 partidos dejando un saldo de 2 goles marcados y 3 asistencias para posteriormente rescindir contrato en diciembre del mismo año.

### Deportivo Cali
En diciembre del 2023 después de terminar vínculo con el alianza lima regresa a Colombia luego de una grave lesión y por lo cual el Deportivo Cali le da la oportunidad de acondicionarse físicamente , en febrero del 2024 firma contrato luego de dos meses de recuperación.

### Atlético Bucaramanga
El Atlético Bucaramanga oficializó la llegada del jugador para la temporada 2025.

## Selección nacional
El 4 de agosto de 2021 recibió su primer llamado a la Selección Colombia, en una convocatoria que destacó por tener solo jugadores de la Liga local. El 2 de septiembre debutaría en el empate de Colombia 1-1 con Bolivia por las Eliminatorias a Catar 2022.

#### Participaciones enEliminatorias al Mundial
| Eliminatoria                        | Sede del Mundial | Posición      | Resultado | PJ | GA | Asis |
| ----------------------------------- | ---------------- | ------------- | --------- | -- | -- | ---- |
| Eliminatorias Mundial de Catar 2022 | Catar            | 6°lugar 23pts | Eliminado | 1  | 0  | 0    |

## Estadísticas

### Clubes
| Club                         | Div.          | Temporada     | Liga | Liga | Liga | Copas nacionales | Copas nacionales | Copas nacionales | Copas internacionales | Copas internacionales | Copas internacionales | Total | Total | Total | Goles por partido |
| Club                         | Div.          | Temporada     | P    | G    | A    | P                | G                | A                | P                     | G                     | A                     | P     | G     | A     | Goles por partido |
| ---------------------------- | ------------- | ------------- | ---- | ---- | ---- | ---------------- | ---------------- | ---------------- | --------------------- | --------------------- | --------------------- | ----- | ----- | ----- | ----------------- |
| América de Cali · Colombia   | 1.ª           | 2009          | 11   | 1    | 3    | 0                | 0                | 0                | —                     | —                     | —                     | 11    | 1     | 3     | 0.09              |
| América de Cali · Colombia   | 1.ª           | 2010          | 13   | 1    | 0    | 0                | 0                | 0                | —                     | —                     | —                     | 13    | 1     | 0     | 0.08              |
| América de Cali · Colombia   | Total club    | Total club    | 24   | 2    | 3    | 0                | 0                | 0                | 0                     | 0                     | 0                     | 24    | 2     | 3     | 0.08              |
| Atlético Huila · Colombia    | 1.ª           | 2011          | 30   | 2    | 7    | 0                | 0                | 0                | —                     | —                     | —                     | 30    | 2     | 7     | 0.07              |
| Atlético Huila · Colombia    | Total club    | Total club    | 30   | 2    | 7    | 0                | 0                | 0                | 0                     | 0                     | 0                     | 30    | 2     | 7     | 0.07              |
| Deportes Tolima · Colombia   | 1.ª           | 2012          | 33   | 3    | 2    | 8                | 3                | 1                | 4                     | 0                     | 0                     | 45    | 6     | 3     | 0.13              |
| Deportes Tolima · Colombia   | 1.ª           | 2013          | 21   | 6    | 9    | 2                | 1                | 0                | 8                     | 1                     | 3                     | 31    | 8     | 12    | 0.26              |
| Deportes Tolima · Colombia   | Total club    | Total club    | 54   | 9    | 11   | 10               | 4                | 1                | 12                    | 1                     | 3                     | 76    | 14    | 15    | 0.18              |
| América · México             | 1.ª           | 2013-14       | 24   | 1    | 0    | 0                | 0                | 0                | 4                     | 1                     | 1                     | 28    | 2     | 1     | 0.07              |
| América · México             | 1.ª           | 2014-15       | 0    | 0    | 0    | 0                | 0                | 0                | 1                     | 0                     | 0                     | 1     | 0     | 0     | 0                 |
| América · México             | 1.ª           | 2015-16       | 39   | 7    | 7    | 0                | 0                | 0                | 12                    | 1                     | 0                     | 51    | 8     | 7     | 0.16              |
| América · México             | Total club    | Total club    | 63   | 8    | 7    | 0                | 0                | 0                | 17                    | 2                     | 1                     | 80    | 10    | 8     | 0.13              |
| Chiapas FC · México          | 1.ª           | 2014-15       | 35   | 3    | 6    | 8                | 3                | 0                | —                     | —                     | —                     | 43    | 6     | 6     | 0.14              |
| Chiapas FC · México          | Total club    | Total club    | 35   | 3    | 6    | 8                | 3                | 0                | 0                     | 0                     | 0                     | 43    | 6     | 6     | 0.14              |
| León · México                | 1.ª           | 2016-17       | 25   | 2    | 5    | 6                | 1                | 0                | —                     | —                     | —                     | 31    | 3     | 5     | 0.1               |
| León · México                | 1.ª           | 2017-18       | 33   | 6    | 3    | 8                | 1                | 3                | —                     | —                     | —                     | 41    | 7     | 6     | 0.17              |
| León · México                | Total club    | Total club    | 58   | 8    | 8    | 14               | 2                | 3                | 0                     | 0                     | 0                     | 72    | 10    | 11    | 0.14              |
| Atlas · México               | 1.ª           | 2018-19       | 18   | 2    | 2    | 4                | 0                | 3                | —                     | —                     | —                     | 22    | 2     | 5     | 0.09              |
| Atlas · México               | 1.ª           | 2019          | 13   | 0    | 0    | 2                | 0                | 0                | —                     | —                     | —                     | 15    | 0     | 0     | 0                 |
| Atlas · México               | Total club    | Total club    | 31   | 2    | 2    | 6                | 0                | 3                | 0                     | 0                     | 0                     | 37    | 2     | 5     | 0.05              |
| Atlético Nacional · Colombia | 1.ª           | 2020          | 21   | 7    | 9    | 2                | 0                | 0                | 4                     | 1                     | 1                     | 27    | 8     | 10    | 0.3               |
| Atlético Nacional · Colombia | 1.ª           | 2021          | 39   | 6    | 9    | 6                | 0                | 1                | 9                     | 4                     | 2                     | 54    | 10    | 12    | 0.19              |
| Atlético Nacional · Colombia | 1.ª           | 2022          | 42   | 4    | 5    | 4                | 0                | 0                | 2                     | 1                     | 0                     | 48    | 5     | 5     | 0.1               |
| Atlético Nacional · Colombia | Total club    | Total club    | 102  | 17   | 23   | 12               | 0                | 1                | 15                    | 6                     | 3                     | 129   | 23    | 27    | 0.18              |
| Alianza Lima · Perú          | 1.ª           | 2023          | 13   | 2    | 2    | 0                | 0                | 0                | 3                     | 0                     | 1                     | 16    | 2     | 3     | 0.13              |
| Alianza Lima · Perú          | Total club    | Total club    | 13   | 2    | 2    | 0                | 0                | 0                | 3                     | 0                     | 1                     | 16    | 2     | 3     | 0.13              |
| Deportivo Cali · Colombia    | 1.ª           | 2024          | 18   | 0    | 2    | 2                | 0                | 0                | —                     | —                     | —                     | 20    | 0     | 2     | 0                 |
| Deportivo Cali · Colombia    | Total club    | Total club    | 18   | 0    | 2    | 2                | 0                | 0                | 0                     | 0                     | 0                     | 20    | 0     | 2     | 0.13              |
| Bucaramanga · Colombia       | 1.ª           | 2025          | 0    | 0    | 0    | 0                | 0                | 0                | —                     | —                     | —                     | 0     | 0     | 0     | 0                 |
| Bucaramanga · Colombia       | Total club    | Total club    | 0    | 0    | 0    | 0                | 0                | 0                | 0                     | 0                     | 0                     | 0     | 0     | 0     | 0                 |
| Total carrera                | Total carrera | Total carrera | 417  | 53   | 69   | 50               | 9                | 8                | 47                    | 9                     | 8                     | 514   | 71    | 85    | 0.14              |

## Palmarés

### Campeonatos nacionales
| Título                | Club              | País     | Año  |
| --------------------- | ----------------- | -------- | ---- |
| Copa Colombia         | Atlético Nacional | Colombia | 2021 |
| Liga Betplay Apertura | Atlético Nacional | Colombia | 2022 |
| Torneo Apertura       | Alianza Lima      | Perú     | 2023 |

### Campeonatos internacionales
| Título                  | Equipo  | Sede   | Año  |
| ----------------------- | ------- | ------ | ---- |
| Concacaf Liga Campeones | América | México | 2016 |